# جيف ريد
جيف ريد (بالإنجليزية: Jeff Reed)‏ هو لاعب كرة قدم أمريكية أمريكي، ولد في 9 أبريل 1979 في كانساس سيتي في الولايات المتحدة.

## وصلات خارجية
- جيف ريد على موقع مرجع كرة القدم المحترفة.كوم (الإنجليزية)